# Lachemilla tanacetifolia
Lachemilla tanacetifolia är en rosväxtart som beskrevs av Werner Hugo Paul Rothmaler. Lachemilla tanacetifolia ingår i släktet Lachemilla och familjen rosväxter. Inga underarter finns listade i Catalogue of Life.